# آستر فرانکس
آستر فرانکس، بازیکن فوتبال اهل بلژیک است که برای باشگاه وولفسبورگ بازی می‌کند‌.

## زندگی حرفه‌ای

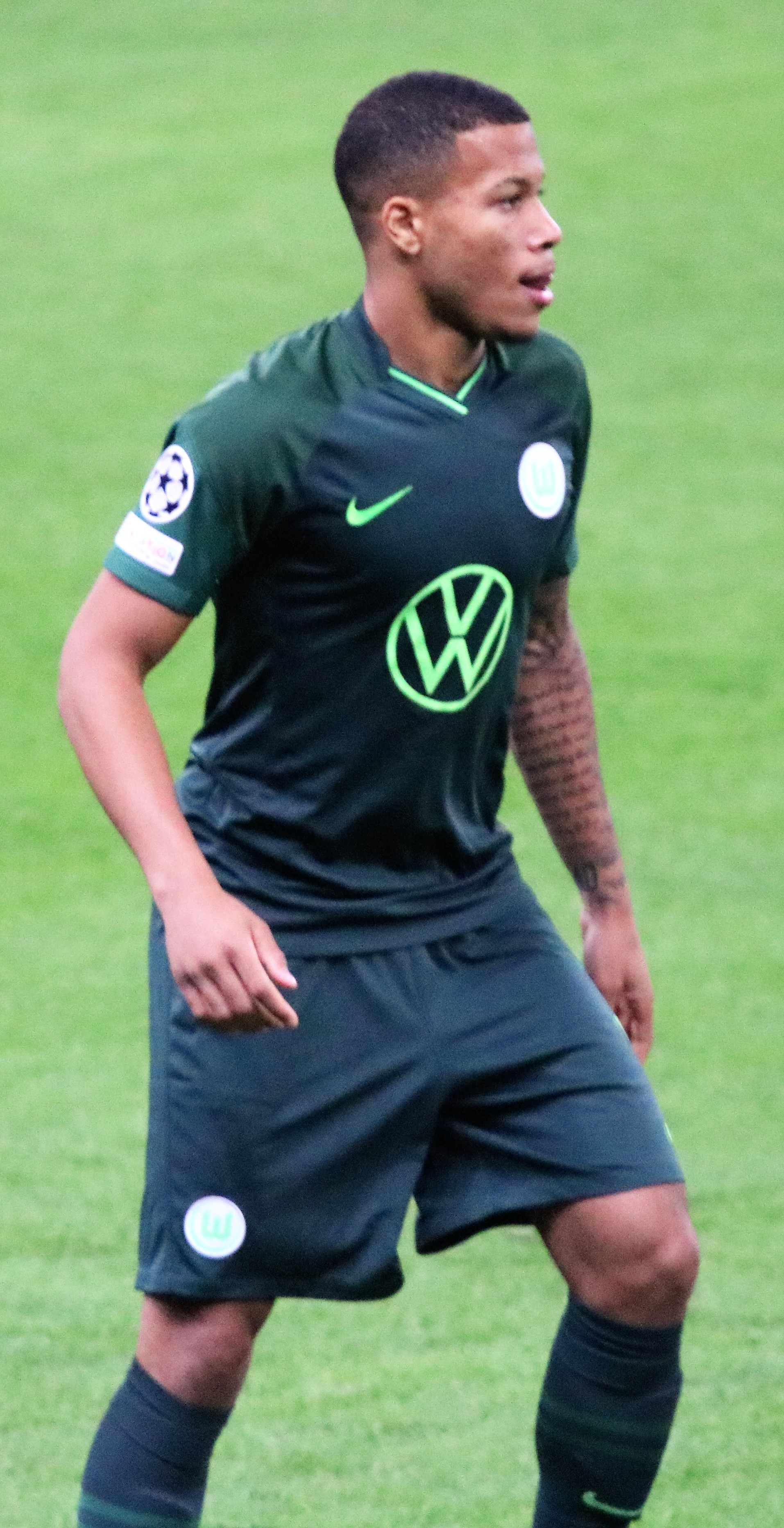
آستر فرانکس در سال 2021

در ۳ دسامبر ۲۰۱۸، فرانکس، اولین قرارداد حرفه‌ای خود را با میشلن امضا کرد.
فرانکس اولین بازی خود را برای میشلن در سوپرجام بلژیک، در سال ۲۰۱۹، انجام داد و با شکست سه بر صفر مقابل خنک به نایب قهرمانی رسیدند.
آستر فرانک در دسامبر سال ۲۰۲۰ به صورت رسمی اعلام کرد که در انتهای فصل به وولفسبورگ خواهد پیوست و تاکنون پیراهن این تیم را بر تن می‌کند.